# Суруч
Суруч або Сюрюч (тур. Suruç) — місто і район на півдні провінції Шанлиурфа (Туреччина).

## Історія
Люди жили в цих місцях з найдавніших часів. Згодом місто входило до складу різних держав; в 1517 році воно потрапило до складу Османської імперії.
У 1918 році місто опинилося під британською окупацією, а з 1919 року — під французькою. Місто було звільнено від іноземних військ 11 квітня 1923 року.
20 липня 2015 року в місті терористом-смертником ІДІЛа був здійснений самопідрив, в результаті якого більше 30 чоловік загинули і більше 100 отримали поранення.